# Radio Dobre Vibracije
Radio Dobre Vibracije je radijska postaja na hrvatskom iz Mostara. Emitira na 96,2 MHz FM  i na internetu. Privatna je i emitira zabavni program i informacije. Radi od 16. prosinca 1996. godine.

## Vanjske poveznice
- Službene stranice
- Facebook
- YouTube